# Ghimpați, Giurgiu
Ghimpați (între 1964 și 1968, Sălcioara) este satul de reședință al comunei cu același nume din județul Giurgiu, Muntenia, România. Din 1968, satul cuprinde și fostul sat Crovu.

## Istoric
În perioada interbelică, comuna Ghimpați a fost reședința plășii cu același nume, Ghimpați, a județului Vlașca interbelic.